# ナガイパン
株式会社ナガイパンは、広島県広島市東区に本社を置くフジパングループの製パンメーカー。
製造所固有記号はFNである。
かつてはナガイのパンという名称で知られていた。

## 歴史
- 1926年（大正15年）11月 - 広島県佐伯郡沖美町で製パン業を創業[2]。
- 1939年（昭和14年） - 砂糖・小麦の配給制導入に伴い、配給パンの製造を開始[2]。
- 1945年（昭和20年）
  - 8月6日 - 広島市への原子爆弾投下で工場が焼失[2]。
  - 11月 - 広島市皆実町に工場を再建して再開[2]。
- 1949年（昭和24年）3月 - 株式会社永井製パン工場を設立し、法人化[1]。
- 1953年（昭和28年） - 広島県内初の90kwトンネルオーブンを導入[2]。
- 1964年（昭和39年）10月[4] - 広島県安芸郡安芸町温品に安芸工場として[2]機械化製パン工場を開設[4]。
- 1965年（昭和40年） - 安芸工場に菓子工場を移転し、従来の洋菓子に加えて、和洋菓子の製造を開始[2]。
- 1969年（昭和44年） - 新・和洋菓子工場を開設[2]。
- 1980年（昭和55年）1月 - フジパンと業務提携[5][6]
- 1998年（平成10年） - フジパンと資本提携[6]
- 2001年（平成13年） - 創業75周年を機に、株式会社ナガイパンに社名変更[6]

## アポロ（スペースアポロ）
アポロは、ナガイのパンが販売していたクリームを2枚の半円形のスポンジケーキで挟んだ菓子パンである。
2020年、テレビ朝日系の『マツコ&有吉 かりそめ天国』にて、有吉弘行が幼少期にアポロを食べたと話したことがきっかけで、関連会社のフジパンが期間限定でスペースアポロとして復活させた。
2021年、期間限定で復活していたスペースアポロが、レギュラー商品化した。
有吉はTwitterでもアポロについて語っている。